# Извалы (станция)
Извалы — узловая железнодорожная станция Юго-Восточной железной дороги IV класса. Расположена на линии Грязи — Елец на въезде в село Чибисовка в Елецком районе Липецкой области, между платформами 200 км и 212 км.

## История
Станция была открыта в 1876 году при строительстве железнодорожной линии Елец — Грязи. Названа по близлежащей деревне Извалы. За время своего существования станция неоднократно модернизировалась.

## Инфраструктура
Станция имеет две пассажирские платформы боковой конструкции длиной около 200 метров. Здание вокзала представляет собой одноэтажное строение, характерное для малых станций ЮВЖД. На станции имеется билетная касса, работающая по сокращенному графику, зал ожидания для пассажиров.
Путевое развитие включает 4 пути: 2 главных и 2 приемо-отправочных. От станции отходит однопутная соединительная ветка протяженностью около 7 км к участку Елец — Валуйки, заканчивающаяся на путевом посту 434 км, что обеспечивает статус узловой станции.

## Пассажирское сообщение
Станция обслуживает пригородные электропоезда, курсирующие по маршрутам:
- Елец — Грязи
- Елец — Липецк

Поезда дальнего следования на станции не останавливаются.

## Грузовая работа
Станция выполняет операции по приему и выдаче повагонных отправок грузов, допускаемых к хранению на открытых площадках.

## Расписание станции
| Направление              | Прибытие | Отправление | Прибытие на конечный пункт | Дни следования |
| ------------------------ | -------- | ----------- | -------------------------- | -------------- |
| Елец - Борисоглебск      | 04:29    | 04:30       | 12:48                      | ежедневно      |
| Липецк - Елец            | 07:17    | 07:18       | 07:40                      | ежедневно      |
| Елец - Липецк            | 09:08    | 09:10       | 10:42                      | ежедневно      |
| Грязи-Воронежские - Елец | 10:01    | 10:02       | 10:23                      | ежедневно      |
| Елец - Грязи-Воронежские | 18:23    | 18:24       | 21:48                      | ежедневно      |
| Липецк - Елец            | 19:18    | 19:19       | 19:40                      | ежедневно      |
| Елец - Липецк            | 20:39    | 20:40       | 22:11                      | ежедневно      |
| Борисоглебск - Елец      | 22:10    | 22:11       | 22:32                      | ежедневно      |